# WMYM
WMYM é uma estação de rádio licenciada para Kendall, Flórida, servindo a área metropolitana de Miami como a principal estação da rede esportiva de língua espanhola Unanimo Deportes. A WMYM é transmitido em 990 kHz.